# Crisóstomo Royo de Castellví
Crisóstomo Royo de Castellví fue obispo de Segorbe (1680-1691). Nació en Valencia, hijo de Luis Ignacio Royo Peligero e Isabel de Castellví. A través de su madre, estaba emparentado con el arzobispo de Tarragona y virrey de Cataluña Joan Terès i Borrull.
Fue catedrático de Teología en la Universidad de Valencia y visitador de la diócesis de Segorbe durante el pontificado de Anastasio Vives de Rocamora. Fue elegido obispo a los 51 años, haciendo su entrada solemne en Segorbe el 15 de septiembre de 1680. Su mandato al frente de la diócesis no fue de grandes logros, pero implantó la paz en una época de confrontaciones entre miembros del clero. Por estos hechos se le conoció como al obispo sencillo, bondadoso y afable. A principios de 1691, Royo enfermó. Su enfermedad empeoró de tal manera que el 29 de julio se le administró la extremaunción. Murió el 31 de julio de 1691, a la una de la madrugada, a los 62 años. Fue enterrado en el altar de Nuestra Señora del Carmen de la Catedral de Segorbe.